# SUMMER RIDER
『SUMMER RIDER』（サマー・ライダー）は、DA PUMPの26枚目のシングル。2009年7月15日発売。

## 解説
- 9人編成となったDA PUMPの第一弾シングル。約2年半ぶりの音源であり、タイトル通り夏を意識したダンスナンバーとなっている。
- 作曲は、初代J Soul BrothersのボーカルであったSASAが手がけた。
- カップリングの「Sweetin' ～la di la di～」は、サウンドプロデュースにINFINITY16を迎え入れて「DA PUMP×INFINITY 16」というコラボレーションが実現している。
- 「Thunder Party 〜DP '09 MIX〜」はm.c.A・Tの楽曲「Thunder Party」のカバー。デビュー前に歌われていた曲であり、リミックスバージョンとして初音源化された。
- CD+DVDとCDのみの2形態でリリースされており、初回盤はDVDにボーナス映像が収録されている。

## 収録曲

### CD
1. SUMMER RIDER (4:48)
（作詞：SASA, KEN  作曲・編曲：SASA）
2. Sweetin' 〜la di la di〜 (4:20)
（作詞：ISSA, KEN  作曲：ISSA, KEN, TELA-C　編曲：Yoshitaka"GAKKEY"Ishigaki）
3. Thunder Party 〜DP '09 MIX〜 (5:31)
（作詞：m.c.A・T, KEN  作曲：Akio Togashi　編曲：UTA）
4. SUMMER RIDER(Instrumental) (4:48)
5. Sweetin' 〜la di la di〜(Instrumental) (4:20)
6. Thunder Party 〜DP ’09 MIX〜 (Instrumental)  (5:28)

### DVD
1. SUMMER RIDER -Music Video-
2. SUMMER RIDER -Bonus Dance Video-（初回盤のみ収録）

## タイアップ
- 洋服の青山「清涼スーツ」CMソング（#1）
- 日本テレビ系「音楽戦士 MUSIC FIGHTER」2009年7月オープニングテーマ（#1）